# خط أنابيب شرق المتوسط
خط أنابيب شرق المتوسط هو خط أنابيب لنقل الغاز الطبيعي المصري من العريش بمصر إلى عسقلان بإسرائيل داخل المياه الإقليمية المصرية ثم الإسرائيلية في البحر المتوسط بطول 100 كم. ومن المنتظر مد الخط شمالاً بطول إجمالي 780 كم حتى ميناء جيهان التركي. سعة خط الأنابيب 15 مليار م3 في السنة. قامت شركة إني الإيطالية ببناء المرحلة الأولى من العريش إلى عسقلان تحت البحر.
تملكه شركة غاز شرق المتوسط East Mediterranean Gas - EMG، هي شركة مشتركة تأسست في سنة 2000. الشركة أسسها حسين سالم. ويدعي بعد عملية معقدة من المقاصة بين عدة شركات اوفشور ورقية أنه لم يعد يملك شيئاً فيها وأنه قد باع حصته إلى شركة پي تي تي للطاقة الحكومية التايلندية ورجل الأعمال الإسرائيلي الأمريكي سام زيل. بينما تملك الهيئة العامة للبترول المصرية نسبة (10%)، والشركتان الإسرائيليتان الخاصتان مرحاڤ بنسبة وشركة أمپال-إسرائيل الأمريكية Ampal-American Israel Corp ما مجموعه (25%). الشركتان الأخيرتان يملكهما رجل الأعمال الإسرائيلي يوسف مايمان، ضابط المخابرات السابق في الموساد. الشركة تزاول نشاطها في منطقة حرة خاصة بالإسكندرية.
مصادر أخرى تعطي قائمة مختلفة من الشركاء: كولتكس (جزر العذراء البريطانية) 10%، الشركة المصرية القابضة للغاز الطبيعي 10%، خط أنابيب الشرق الأوسط (هولندا) 20%، حسين سالم 20%، غاز الشرق الأوسط (جزر ڤرجين البريطانية) 20% وفورداس پرنامانيان 20%.
وقد حصلت هذه الشركة على حقوق تصدير الغاز الطبيعي من مصر إلى إسرائيل والأماكن الأخرى في المنطقة عبر خط أنابيب تحت الماء من العريش إلى عسقلان. هذا الخط سيزود شركة الكهرباء الإسرائيلية (IEC) بكمية 1.7 كم³ من الغاز في السنة، لمدة 15 سنة. 
الشركة أيضاً بدأت في إنشاء خطوط أنابيب من المواني المصرية المختلفة بغرض تصدير الغاز الطبيعي. كما حصلت الشركة على حق اقامة وحدات إسالة الغاز.

## التشغيل
إمدادات الغاز كان من المفترض أن تبدأ في النصف الأول من عام 2007 إلا أن الغاز بدأ في التدفق إلى عسقلان في الأسبوع الثالث من فبراير 2008.

## انفجار 2011

### تفجير فبراير
في 5 فبراير 2011 حدث انفجار في جزء من خط الغاز العربي عند منطقة الشيخ زويد وقامت قوات الإطفاء بالسيطرة على الحريق وتم ايقاف ضخ الغاز لمنع زيادة الاشتعال. ذكر التلفزيون المصري أن عناصر تخريبية قامت بعملية التفجير في محطة الغاز الرئيسية الدولية المتجهة من العريش إلى الأردن ويتفرع منه خط أنابيب شرق المتوسط المار إلى إسرائيل.
و قد تزامن تفجير الخط مع مظاهرات عارمة في جميع أنحاء البلاد مطالبة بإسقاط نظام الرئيس السابق حسني مبارك..
في 27 مارس 2011 حاول مسلحون نسف محطة فرعية لخط الأنابيب إلى الأردن بمنطقة السبيل غرب العريش، شمال شبه جزيرة سيناء، باستخدام عبوات من المتفجرات، إلا أنهم فشلوا بسبب تعطل أجهزة التفجير عن بعد كما أفادت مصادر أمنية. وحسب المصادر أن ستة مسلحين على الأقل هاجموا المحطة فجرا وقاموا بوضع عبوات ناسفة موصلة بأسلاك ودوائر للتفجير عن بعد، إلا أن التفجير لم يتم بسبب عطل في أجهزة التفجير. وأضاف المصدر أن «قوات من الشرطة توجهت إلى مكان المحطة التي تقع في مدخل مدينة العريش على الفور وقامت بإزالة المتفجرات فيما لم يتم العثور على حارس المحطة حتى الآن».

### تفجير أبريل
في فجر 27 أبريل 2011 تم تفجير وصلة خط أنابيب شرق المتوسط في منطقة السبيل جنوب العريش. وحسب إذاعة الجيش الإسرائيلي أن عملية التفجير تضم بدو من سيناء أو فلسطينيين من رفح. وتم إيقاف ضخ الغاز إلى الأردن، وإسرائيل لحين إصلاح الأنبوب.
وعقب التفجير بساعات وافقت إسرائيل على دخول قوات إضافية من الجيش المصري إلى سيناء لإصلاح أنبوب غاز تم تفجيره خلال الفجر. وقال مسؤولون في شركة الكهرباء إن إسرائيل ستستخدم غازا ملوثا للجو بعد انقطاع الغاز المصري عنها.
يُذكر أن اتفاقية السلام المصرية الإسرائيلية تنص على أن تكون منطقة سيناء منزوعة السلاح وخالية من وجود عسكري مصري باستثناء قوة صغيرة قوامها 750 شرطيا من وحدة حرس الحدود على الحدود بين مصر وقطاع غزة.

## خلافات حول أسعار الغاز
في 13 أبريل 2011 تقدم رئيس الوزراء المصري عصام شرف بطلب لاعادة دراسة عقود الغاز التي أبرمتها مصر مع جميع الدول بما فيها الأردن وإسرائيل، لبيعه بأسعار مجزية تحقق أعلى فائدة لمصر.
وبعد تفجير خط الأنابيب في الجزء الواصل للأردن وإسرائيل للمرة الثانية في نهاية أبريل 2011، رفضت مصر استئناف ضخ الغاز الطبيعي الذي كانت تمد به المملكة الأردنية، قبل التوقيع على اتفاق جديد يتم خلاله رفع أسعار الغاز المصري. وأوضح مسؤول أردني، أن الأردن يجري مفاوضات مع مصر التي تطالب بزيادة أسعار الغاز الذي كانت تحصل عليه المملكة بأسعار تفضيلية وفقا لعقد أبرم بين الطرفين عام 2002 ويستمر لـ14 سنة. وبحسب المسؤول الذي شارك في إبرام العقد، أشار إلى أنه يتضمن إعادة التفاوض على السعر الجديد بعد انقضاء الفترة المذكورة وتطبيقه اعتبارا من عام 2019.
وكان الأردن يحصل على سعر مخفض يبلغ نحو ثلاثة دولارات لكل مليون وحدة حرارية بينما كانت تباع في السوق العالمية بسعر ستة إلى سبعة دولارات. بالمقابل، طالب الأردن باحترام العقد المبرم وبأن يتم رفع الأسعار فقط على الكميات الإضافية التي يطلبها الأردن. وقدمت مصر طلب لاعادة دراسة عقود الغاز التي أبرمتها مصر مع جميع الدول بما فيها الأردن وإسرائيل، لبيعه بأسعار مجزية تحقق أعلى فائدة لمصر
في 31 مايو 2011 هددت شركة شركة أمپال-إسرائيل الأمريكية ببدء عملية تحكيم دولي ضد الحكومة المصرية بعد توقف صادرات الغاز الطبيعي المصرية إلى إسرائيل. وأضافت الشركة أن عملية التحكيم ستتم بموجب معاهدة مصرية أمريكية لحماية الاستثمار.
وأوضحت أمبال أنها تحالفت مع شركاء دوليين لها في شركة غاز شرق المتوسط، منهم شركة پي تي تي إنترناشونال الدولية، في عملية التحكيم.

## وصلات خارجية
- الموقع الرسمي للشركة